# Оптика (Ньютон)
«Оптика» (англ. Opticks: or, A Treatise of the Reflexions, Refractions, Inflexions and Colours of Light) — трактат английского учёного Исаака Ньютона (1642—1727). Впервые опубликован на английском языке в 1704 году; латинский перевод вышел в 1706 году, вскоре появились французский и немецкий переводы. При жизни Ньютона трактат переиздавался дважды: в 1717 и 1721 годах.
В «Оптике» рассматриваются фундаментальные законы, касающиеся прохождения света при преломлении через призмы и линзы, дифракции, интерференции, а также теории смешения цветов. Данная работа Ньютона считается одной из самых важных в физике; вплоть до утверждения в XIX веке волновой оптики она определяла пути развития оптики.

## Предыстория
Исследованием физической сущности света и путей его распространения занимались такие крупные учёные, как Евклид, Клавдий Птолемей, Ибн аль-Хайсам, Кеплер, Декарт, Гюйгенс и многие другие. Благодаря им к концу XVII века были открыты базовые законы геометрической оптики. Однако физическая сущность цвета вызывала ожесточённые споры; кроме того, в конце XVII века были открыты несколько необычных оптических явлений: дифракция (1665, Гримальди), интерференция (1665, Гук), двойное лучепреломление (1670, Эразм Бартолин, изучено Гюйгенсом).

## История создания
Исследования в области оптики всегда занимали важное место среди научных интересов Ньютона. Значительная часть разделов начатых в 1664 году записных книжек («Quaestiones quaedam philosophicae») посвящена проблемам света и цвета. Ещё будучи студентом, в 1664 году он занялся разработкой телескопа улучшенной конструкции. В 1666 году он пытался собственноручно изготовить несферические стёкла, но не преуспел и через некоторое время оставил это занятие. В 1668 году он построил в Кембридже первую модель телескопа-рефлектора длиной 15 см и с зеркалом диаметром 25 мм, а к 1671 году второй прибор, большего размера и лучшего качества.
В те годы телескопы были предметом всеобщего интереса, и телескоп Ньютона пожелали осмотреть король Карл II и члены недавно основанного Королевского общества. Инструмент получил полное одобрение, и 11 января 1672 года Ньютон был избран в члены Общества. Уже 6 февраля на заседании Общества он прочитал доклад «Новая теория света и цветов». К этому времени, начиная с 1669 года, Ньютон читал лекции по оптике, которые были изданы только после смерти учёного в 1728 году и остались практически не известны современникам.
Мемуар 1672 года содержал ряд новых для науки XVII века положений относительно сложности белого цвета, различия физического цвета и физиологического цветовосприятия и неразрывной связи преломляемости с цветом. Для анализа утверждений Ньютона была сформирована комиссия общества в составе астронома Сета Уорда, физиков Роберта Бойля и Роберта Гука. Отзыв составил Гук, оспоривший гипотезу о том, что цвет является неотделимым свойством световых лучей. Одновременно с Гуком критиками теории Ньютоны выступили и многие другие оппоненты, донимавшие Ньютона необоснованными, зачастую невежественными возражениями. Полемика продолжалась несколько лет и угнетающе действовала на Ньютона — в письме секретарю Общества Генри Ольденбургу от 8 марта 1673 года он просил исключить его из списка членов. Ольденбург смог отговорить его от опрометчивого шага, но уже в следующем письме Ньютон пишет Ольденбургу, что не желает больше заниматься естественными науками и отказывается отвечать на критические статьи и письма.
Тем не менее Ньютон неизбежно выходил победителем из споров, и его авторитет возрастал. Научные исследования также продолжались, и их результаты были представлены в виде присланной в конце 1675 года Обществу работы, озаглавленной «Теория света и цветов, заключающая гипотезу объяснения свойств света, изложенных автором в предыдущих мемуарах, а также описание наиболее существенных явлений различных цветов тонких пластин и мыльных пузырей, равным образом зависящих от ранее характеризованных свойств света». Обширный трактат был зачитан на четырёх заседаниях Общества. Его новые положения касались эфира, находящегося в веществе и вокруг него, в котором частицы возбуждают колебания. Через посредство эфира Ньютон объяснял результаты своих опытов с тонкими пластинами. Экспериментальная часть мемуара включала описание опытов над цветами тонких пластин. Ещё до перехода к чтению этого раздела Гук выступил с возражениями по вопросу о приоритете, ссылаясь на свою книгу «Микрография», вышедшую в 1665 году. Узнав о возникшей ситуации, Ньютон через посредство Ольденбурга легко разрешил спор в теоретической части, но был вынужден признать, что в отношении эксперимента опирался на наблюдения Гука. Конфликт был исчерпан, только когда Гук написал Ньютону примирительное письмо, предложив продолжить переписку по научным вопросам. Ньютон принял это предложение и в ответном письме отдал должное заслугам Гука, однако переписка продолжения не имела. Не желая быть втянутым в дальнейшие споры, Ньютон не стал публиковать ни свои «Лекции по оптике», ни мемуар 1675 года.
Монография «Оптика», вышедшая в 1704 году, через год после смерти Гука, была, скорее всего, подготовлена гораздо раньше и включала указанные работы 1660—1670-х годов, а также исследования 1680-х годов.

## Структура и содержание книги

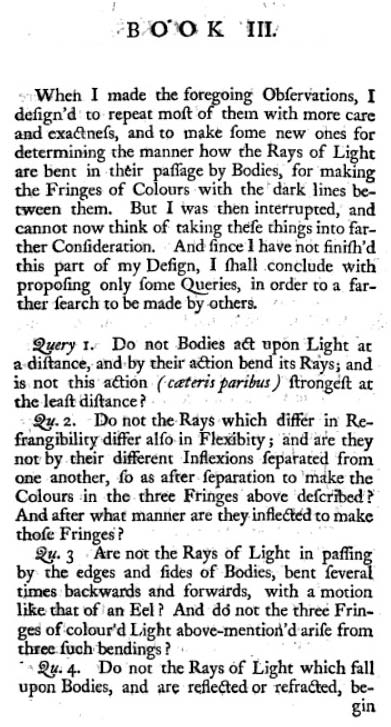
Титульный лист «Вопросов» Ньютона

Книга разделена автором на три части.
В первой книге излагаются основы геометрической оптики, теория дисперсии света и учение о составе белого цвета. Ньютон описывает свои тщательно продуманные эксперименты с преломляющими призмами и делает выводы.
1. Лучи различных цветов отличаются по преломляемости.
2. Цвет — изначально присущее свету качество.
3. Белый свет является смесью всех основных цветов.

Здесь и далее Ньютон приводит преимущественно математические модели явлений.
Вторая книга посвящена интерференции света в тонких пластинах; это явление получило название «кольца Ньютона». Ньютон открыл, что радиусы тёмных интерференционных колец в отражённом свете возрастают от центра к периферии как корни квадратные из чётных целых чисел, а радиусы светлых колец — как корни квадратные из нечётных целых чисел. Далее Ньютон приводит закон рефракции, обобщение которого известно теперь как Формула Лоренца — Лоренца.
В третьей книге рассматриваются дифракция (которую Ньютон называет «изгибаниями», англ. inflexions) и поляризация света. Книга завершается «Вопросами» «для дальнейшего исследования, которое произведут другие». Эти вопросы касаются разнообразных тем, некоторые из которых не имеют отношения к оптике.

## Издания
- Исаак Ньютон. Оптика или трактат об отражениях, преломлениях, изгибаниях и цветах света / Пер С. И. Вавилова. — М., 1954. — 365 с.